# 南海軍の歌
- 福岡ソフトバンクホークス > 南海軍の歌

「南海軍の歌」（なんかいぐんのうた）は、かつて日本職業野球連盟に所属していた南海軍（現在の福岡ソフトバンクホークス）の初代球団歌である。作詞は山岡羊村（山岡勝人）だが、作曲者は不詳。

## 解説
1936年（昭和11年）に結成された日本職業野球連盟へ1938年秋期のリーグ戦より新規参入した南海軍の球団歌である。確認されている範囲での歌詞全文の初出は雑誌『野球界』1939年（昭和14年）4月号附録「職業野球便覧」126ページで、翌1940年（昭和15年）の満洲リーグ戦に合わせて大連市で発行された『職業野球早わかり』にも歌詞が掲載されている。
そのため、この「南海軍の歌」は福岡ソフトバンクホークスの源流に当たる南海軍の初代球団歌として作成されたものとみられるが、上記の資料いずれも作詞者の名義のみで作曲者のクレジットが無く、楽譜も未掲載であり旋律がどのようなものだったかは一切不詳である。3年前に作られた『大阪タイガースの歌』や本曲と同時期に作られた東京巨人軍の初代球団歌『野球の王者』とは異なりSPレコードの作成も未確認のため、2003年（平成15年）刊の『南海ホークスがあったころ』では歌詞が決められたのみで曲が付けられないまま未完成に終わったのではないかと推測されている。
作詞者の山岡羊村は長野県出身で、昭和初期に懸賞歌謡の公募情報を扱う雑誌『レコード文芸』を編集・発行していたことで知られ、自身も本名の「山岡勝人」名義で2年後の1941年（昭和16年）に大政翼賛会が選定した「大政翼賛の歌」に入選したのを始め複数の入選歴がある。それに加えて南海軍が本拠とした関西と地縁のある人物ではないため、球団結成に合わせて新聞や雑誌の広告を通じ全国的に実施された歌詞の懸賞募集に入選したものとみられるが、資料が無いため詳細は不明である。
南海軍はその後、親会社の南海鉄道が関西急行鉄道と合併し近畿日本鉄道が発足したことを受けて「近畿日本軍」へ改称、戦後のリーグ戦再開後に「近畿グレートリング」を経て1947年（昭和22年）のシーズン途中に経営分離を受け「南海ホークス」へ再度改称し、パシフィック・リーグ加盟後の1952年（昭和27年）に新球団歌「南海ホークスの歌」が制定された。なお「南海軍の歌」と「南海ホークスの歌」の間に新大阪新聞社編集局長の黒崎貞治郎が「梅木三郎」のペンネームで作詞、服部良一が作曲した「勝利の南海ホークス」と題する楽曲が存在していたことが服部の作品リストより示唆されているが、作曲時期が球団名を「ホークス」とする以前の1946年（昭和21年）とされる点に不審が残る。